# Wickham (Nuevo Brunswick)
Wickham es una parroquia canadiense situada en la provincia de Nuevo Brunswick.

## Superficie
Wickham tiene una superficie de 160,54 km².

## Demografía
En 2021, tenía 409 habitantes, una densidad poblacional de 2,5 hab./km², y 383 viviendas.